# Wallmerod (Verbandsgemeinde)
Wallmerod é um Verbandsgemeinde ("associação municipal") no distrito Westerwaldkreis na Renânia-Palatinado, Alemanha. A sede da Verbandsgemeinde está em Wallmerod.
O Verbandsgemeinde de Wallmerod é composto pelos seguintes Ortsgemeinden ("municípios locais"):
- Arnshöfen
- Berod bei Wallmerod
- Bilkheim
- Dreikirchen
- Elbingen
- Ettinghausen
- Hahn am See
- Herschbach (Wallmerod)
- Hundsangen
- Kuhnhöfen
- Mähren
- Meudt
- Molsberg
- Niederahr
- Oberahr
- Obererbach
- Salz
- Steinefrenz
- Wallmerod
- Weroth
- Zehnhausen bei Wallmerod